# Kim Jung-hwa
Kim Jung-hwa (김정화?, 金晶和?, Gim Jeong-hwaLR, Kim ChŏnghwaMR; Seul, 9 settembre 1983) è un'attrice sudcoreana.
Ha esordito nel 2000 recitando nel video musicale di You to You di Lee Seung-hwan e ha guadagnato la popolarità grazie alla sitcom Nonstop 3 nel 2002, in seguito alla quale è stata scritturata in ruoli secondari nelle serie televisive Yurigudu (2002) – per cui ha ricevuto il riconoscimento di attrice rivelazione agli SBS Drama Award – e Tae-yang sog-euro (2003). Quello stesso anno ha ottenuto la parte della protagonista in 1%ui eotteon geot, mentre nel 2006 ha avviato una carriera parallela nel teatro, recitando in diversi musical da lì al 2013. Kim ha continuato ad apparire in televisione nell'antologia in quattro episodi Sar-aganeun dong-an huhoehal jul almyeonseo jajireuneun ildeul (2008) e nelle fiction in costume Baram-ui nara (2009) e Gwanggaeto tae-wang (2011).
Nel 2012 ha dato alle stampe una raccolta di saggi incentrati sia sulla sua vita di attrice che sul suo operato di volontaria contro la fame nel mondo. Lavorando alla musica che avrebbe accompagnato l'uscita del libro, Kim ha conosciuto il compositore Yoo Eun-sung, che ha sposato nel 2013. L'anno successivo hanno avuto un figlio, Yoo Hwa.

## Filmografia

### Cinema
- Geunyeoreul moreumyeon gancheop (그녀를 모르면 간첩?), regia di Park Han-jun (2004)
- Huhoehaji anh-a (후회하지 않아?), regia di Leesong Hee-il (2006)
- Paran jajeon-geo (파란 자전거?), regia di Kwon Yong-guk (2007)
- Hal su inneun jaga guhara (할 수 있는 자가 구하라?), regia di Yoon Sung-ho (2010)
- Bong-i Kim Seondal (봉이 김선달?), regia di Park Dae-min (2016)
- Joseon myeongtamjeong: Heupyeolgoema-ui bimil (조선명탐정: 흡혈괴마의 비밀?), regia di Kim Sok-yun (2018)
- Yeojungsaeng A (여중생A?), regia di Lee Kyung-seob (2018)
- Ensemble (앙상블?), regia di Jung Hyung-suk (2020)

### Televisione
- New Nonstop (뉴 논스톱?) – serie TV, episodio 258 (2001)
- Yurigudu (유리구두?) – serie TV (2002)
- Nonstop (논스톱?) – serie TV (2002, 2004)
- Tae-yang sog-euro (태양속으로?) – serie TV (2003)
- 1%ui eotteon geot (1%의 어떤 것?) – serie TV (2003)
- Baekseolgongju (백설공주?) – serie TV (2004)
- Se-ip clover (세잎클로버?) – serie TV (2005)
- Jjeon-ui jeonjaeng (쩐의 전쟁?) – serie TV (2007)
- Before&After seonghyeong-oegwa (비포 앤 애프터 성형외과?) – serie TV, episodio 1 (2008)
- Sar-aganeun dong-an huhoehal jul almyeonseo jajireuneun ildeul (살아가는 동안 후회할 줄 알면서 저지르는 일들?) – serie TV (2008)
- Bam-imyeon bammada (밤이면 밤마다?) – serie TV (2008)
- Baram-ui nara (바람의 나라?) – serie TV (2008-2009)
- Jlhaettgun jalhaess-eo (잘했군 잘했어?) – serie TV (2009)
- Insaeng-eun areumda-wo (인생은 아름다워?) – serie TV (2010) – cameo
- Gwanggaeto tae-wang (광개토태왕?) – serie TV (2011-2012)
- Monnan-i songpyeon (못난이 송편?) – serie TV (2012)
- U-wahan nyeo (우와한 녀?) – serie TV, episodio 3 (2023)
- Yeon-aejojakdan Cyrano (연애조작단; 시라노?) – serie TV (2013)
- D-Day (디데이?) – serie TV (2015)
- 20segi sonyeonsonyeo (20세기 소년소녀?) – serie TV (2017) – cameo
- Eun-ju-ui bang (은주의 방?) – serie TV (2018-2019)
- Jabaek (자백?) – serie TV, episodi 9-12 (2019)
- Stove League (스토브리그?) – serie TV (2019-2020)
- Yubyeolna! Mun chef (유별나! 문셰?) – serie TV (2020) – cameo
- Oechul (외출?) – serie TV (2020)
- Oh My Baby (오 마이 베이비?) – serie TV (2020) – cameo
- All Mine (마인:MINE?) – serie TV (2021) – cameo
- Good Job (굿잡?) – serie TV (2022)
- Susabanjang 1958 (수사반장 1958?) – serie TV (2024) – cameo